# Candice Proctor
Candice Proctor (* 29. September 1964 in South Dakota) ist eine US-amerikanische Autorin. Sie schrieb auch unter dem Pseudonym C. S. Harris. C. S. Graham ist ein weiteres Pseudonym, zusammen mit dem Schriftsteller Steven Harris. Sie ist auch Autorin einer historischen Sachbuchstudie über die Französische Revolution. Ihre Bücher wurden in über zwanzig verschiedene Sprachen übersetzt.

## Biografie
Candice Proctor ist eine ehemalige Akademikerin mit einem PhD. Sie hat den größten Teil ihres Lebens im Ausland verbracht, in Europa, im Nahen Osten und in Australien.

## Bücher
- Night in Eden (1997)
- The Bequest (1998)
- September Moon (1999)
- The Last Knight (2000)
- Whispers of Heaven (2001)
- Midnight Confessions (2002)
- Beyond Sunrise (2003)

### Als C. S. Harris

#### Sebastian St. Cyr
1. What Angels Fear (2005) Die Schatten von Westminster (2020)
2. When Gods Die (2006) Die Tote von Brighton (2021)
3. Why Mermaids Sing (2007) Der Mörder von West End (2021)
4. Where Serpents Sleep (2008) Das Schweigen von Mayfair (2021)
5. What Remains of Heaven (2009) Die Gräber von Tanfield Hill (2021)
6. Where Shadows Dance (2011)
7. When Maidens Mourn (2012)
8. What Darkness Brings (2013)
9. Why Kings Confess (2014)
10. Who Buries the Dead (2015)
11. When Falcons Fall (2016)
12. Where the Dead Lie (2017)
13. Why Kill the Innocent (2018)
14. Who Slays the Wicked (2019)
15. Who Speaks for the Damned (2020)
16. What the Devil Knows (2021)
17. When Blood Lies (2022)

#### Andere
- Good Time Coming (2016)
- The Deadly Hours (2020) (mit Anna Lee Huber, Susanna Kearsley und Christine Trent)